# Juan Serapio Lois
Juan Serapio Lois Cañas (Santiago de Chile, 4 de junio de 1844 - Taltal, 9 de febrero de 1913) fue un filósofo, periodista, político, médico cirujano y profesor chileno. Es reconocido como el padre de la psicología científica en Chile, con una fuerte inspiración positivista.

## Biografía
En el seno de una familia acomodada, Juan Serapio Lois Cañas nació el 4 de junio de 1844 en Santiago de Chile, hijo de Benigno Lois Saravia y Tránsito Cañas. Lois realizó sus estudios de enseñanza media en el Instituto Nacional. Su madre encontraría la muerte el 8 de diciembre de 1863 en el Incendio de la Iglesia de la Compañía, en el marco de la Fiesta de la Inmaculada Concepción. Su padre sobreviviría al siniestro, muriendo 7 años después. Un examen de literatura e historia en el Instituto libró a Lois de estar en la fiesta religiosa. Ingresó a la Universidad de Chile para estudiar la carrera de medicina, a la vez que se desempañaba como profesor de idiomas en el Instituto Nacional, concretamente inglés, latín, francés y griego. Para esto contó con el auspicio de Diego Barros Arana.
Egresó en 1871, viajando inmediatamente a Copiapó en busca trabajo. Durante las mañanas, ejerció las cátedras de filosofía, literatura, castellano y gramática en el Liceo de Hombres de Copiapó, donde tendría de colega al filósofo y educador Valentín Letelier, mientras que por las tardes se desempeñó como cirujano en su propio consultorio, situado en calle Atacama. En 1873 contrajo matrimonio con Raquel Fraga Cumplido. Durante su paso, el Liceo llegaría a convertirse en una de las mejores instituciones educativas:

El Liceo había llegado a ser la más importante institución educacional. En 1875 hacía diez años desde que había abierto sus puertas y ya estaba al frente del movimiento intelectual de la población. Era su rector el competente y activo ingeniero José Antonio Carvajal. Profesores como Juan Serapio Lois y Abilio Arancibia daban el tono de sus aulas. Al externado se anexaba un internado, para atraer la población escolar de la provincia. Contaba con sus humanidades completas, gabinetes y laboratorios suficientes, y una biblioteca de varios miles de volúmenes, que constituía su principal medio de difusión y que se cuidaba con esmero. El intendente de la provincia, Guillemo Matta, había de ligar su nombre a esta agencia de cultura, enriqueciendo y modernizando la biblioteca en vastas proporciones.
Luis Galdames

Es en Copiapó donde Lois terminará por afirmar su identidad como positivista, paso que logró dar luego de un cambio de posición religiosa estrechamente relacionado con los conflictos familiares que le tocó enfrentar previo a su llegada a la ciudad:

[...] previo a su permanencia en Copiapó y durante algunos años de habitar en esa ciudad, Lois había sido un hombre religioso. Su biografía anota una estrecha amistad con el obispo Guillermo Juan Carter; sin embargo, esta fue rota por un lío monetario, ya que una adinerada viuda —tía política de Lois— falleció legando todos sus bienes a la iglesia. Carter era culpado por aquella maniobra testamentaria. Lois tuvo una fuerte lucha interior por su fe católica, hasta que se unió de forma definitiva a la campaña positivista desarrollada por Valentín Letelier, también profesor en el liceo copiapino e ingresó a la logia masónica Orden y Libertad, cambiando radicalmente su concepción religiosa por un afanoso pensamiento laico [...].
Gonzalo Salas

En 1878, Lois fundaría en el Liceo la Academia Literaria, al cual llegaría a contar con la presencia de grandes escritoras como Delfina María Hidalgo y Isabel Randolph; y en 1882, creó la Sociedad Literaria Augusto Comte. En 1886 fundó el periódico El positivista: periódico filosófico, literario, científico i moral, órgano de la Sociedad Escuela Augusto Comte, a través del cual difundió la filosofía positivista hasta su cierre en 1889. La suma del tiempo y las instituciones que ayudó a cimentar darían a Lois la posibilidad de mancomunar su faceta tanto de filósofo como de político:

En 1889 editó la primera versión de su obra Elementos de Filosofía Positiva, ejerciendo, además, como alcalde de la comuna, a la par con su rol de director del diario El Atacameño; incluso fue impulsor de la Ley de Instrucción Primaria Obligatoria, anticipándose medio siglo a su promulgación oficial. En 1901 Lois fue elegido presidente de la Asamblea Radical y, en una ceremonia realizada en la Alameda de Copiapó, Lois demostró una gran admiración por su patriarca Manuel Antonio Matta, a quien dedicó las siguientes palabras: “Bien merecía el bronce, quien fue ejemplo de virtudes, porque a la probidad política, unía la probidad moral y social” [...]. El 6 de julio de 1906 fue nombrado en Santiago presidente de la Sociedad de Amigos de la Ciencia y miembro académico de la Facultad de Medicina y Farmacia de la Universidad de Chile [...].
Gonzalo Salas

La publicación de los Elementos de filosofía positiva fue todo un hito filosófico para el país, pues fue en su momento el tratamiento más completo de la lógica desde una perspectiva comtiana, en la que se aplica el análisis lógico a la metodología de múltiples ciencias. Además de la propia filosofía positivista, Lois se dejó influenciar por Aristóteles, Immanuel Kant, John Stuart Mill, Alexander Bain, Wilhelm Wundt, Théodule-Armand Ribot, Santiago Ramón y Cajal, Jules Payot, Herbert Spencer, entre otros.
En 1908, Lois sufrió un infarto cerebral, siendo trasladó semiparalizado a Tal Tal, donde hallaría la muerte el 9 de febrero de 1913. El 1 de noviembre de 1941, sus restos fueron trasladados desde Taltal al Cementerio General de Copiapó, donde reposan.

## Papel fundacional de Lois en la psicología Chile
Como ha destacado el historiador de la psciología chilena Gonzalo Salas Contreras, la obra de Lois integra un grupo de tres escuelas psicológicas europeas que arribaron a Chile durante el siglo XIX  y que terminaron por condicionar el desarrollo de la disciplina misma en el territorio nacional. A saber:
- La psicología empirista británica, presente en la obra de Andrés Bello;
- La psicología positivista francesa, presente en la obra de Juan Serapio Lois;
- La psicología experimental alemana, presente en la obra de Rómulo Peña Maturana (Director de la Escuela Normal de Copiapó), Jorge Schneider, Guillermo Mann y Valentín Letelier.

Por aquellos años, el positivismo francés que inició Auguste Comte se abría paso mundialmente, teniendo un impacto relevante en Iberoamérica, específicamente en naciones como Brasil, Argentina, México y Chile. Lois fue, junto a José Victorino Lastarria y Valentín Letelier, uno de sus principales impulsadores.
Lois definió la psicología como “la ciencia dedicada al estudio de los fenómenos mentales... [...] por esto los lójicos dan a su ciencia una base sicolójica”. Marcó una distinción entre la "psicología metafísica" y la "psicología positivista":

La sicolojía para los teólogos y metafísicos es la ciencia que se ocupa del alma, sus facultades, operaciones i conocimientos, del modo como adquiere estos i de la naturaleza i destino del alma misma. La sicolojía positiva es la ciencia que tiene por objeto el conocimiento de las leyes naturales que rijen la evolución de los fenómenos mentales para preverlos i adaptar el hombre a la humanidad.
Juan Serapio Lois

Lois adhiere a esta última. Desde las coordenadas de la psicología positivista, el estudio de los fenómenos mentales tendrá éxito solo cuando se comprendran las leyes científicas que sustentan la vida orgánica y las nociones más elementales de la vida animal. En pos de ello, la metodología en psicología debe ser debe ser tanto analítica como sintética. En su aspecto sintético, este método implica comenzar con el estudio de los fenómenos fisiológicos en organismos y formas inferiores de evolución psicológica. Según Lois, es crucial identificar las leyes que gobiernan estos fenómenos y observar cómo, mediante la agregación y diversificación de estos fenómenos que complejizan la vida fisiológica, la psicología emerge gradualmente a lo largo de una evolución lenta, facilitada por la fusión, variedad y complejidad de los fenómenos observados. Es misión de la ciencia natural develar aquello que la metafísica mantenía en el misterio:

Tal estudio no podría ser abordado con alguna esperanza de éxito verdaderamente capital, sino cuando las principales concepciones científicas relativas a la vida orgánica, i en seguida, las nociones más elementales de la vida animal hubieran sido al menos bosquejeadas
Juan Serapio Lois

Lois fue “el primero en Chile que estudió la psicología con criterio científico y dándole su importancia para la pedagogía”. Jugó un papel fundamental a la hora de divulgar la psicología científica puntera a inicios del siglo XX, siendo uno de los filósofos mejor formados en materia lógica y psicológica en América:

La relevancia de Lois fue muy importante para la difusión de la psicología científica de la época, a modo de ejemplo, en su edición de Filosofía de 1908 irradió como nadie, todos los adelantos de la psicología y pedagogía de aquel entonces. Dio a conocer a Theodule Ribot, que triunfaba como psicólogo, a Ramón y Cajal como biólogo y Payot como profesor de educación de la voluntad. Desarrolló además concienzudamente las ideas del “yo” y su formación en numerosas páginas de su obra nombrada. [...] El conocimiento de Lois de las obras psicológicas de la época era vasto, al leer sus trabajos, denotaba conocimiento de los grandes exponentes de la psicología europea como Pierre Janet, Alexander Bain, Herbert Spencer y Wilhelm Wundt, entre otros. De este último, realiza una mención especial al trabajo: Lojik Eine Untersuchung der principien der erkenntniss und der methoden wissenchafft (1893-1895), destacando que Wundt es demasiado conocido en el mundo científico sobre todo por sus estudios originales sobre psicología experimental.
Gonzalo Salas

## Filosofía de la medicina
La higiene pública era uno de los grandes problemas en materia de políticas públicas en Chile a finales del siglo XIX y principios del XX. Totalmente consciente de este hecho, Lois públicó Hijiene práctica, pública i privada destinada al uso general en 1877. Para el filósofo, “es menester convenir que solo el médico es capaz de conocer a fondo la hijiene; pues, no puede desconocerse que la fisiolojia y anatomía son las ciencias que constituyen la base principal de la hijiene”.
Definió la higiene como “un arte que tiene por objeto conservar la salud, perfeccionándola”. El objetivo de la higiene es conservar la salud, buscando la prolongación indefinida de la vida. El estudio de la higiene consistía en:

1. Reconocer todas las cosas que influyen adversa o favorablemente en la perfección de nuestra salud; es este el estudio de los ajentes.
2. Reconocer los diferentes cambios de que son susceptibles, i que puedan influir en nuestra salud.
3. Reconocer las circunstancias variables de nuestro cuerpo, según las cuales aquellos pueden perfeccionar o empeorar nuestra salud.
Juan Serapio Lois

En 1906, Lois publicó Filosofía de la medicina, texto en el que se aborda la medicina dentro del ámbito de la filosofía de las ciencias. La comprensión de la medicina como un "arte médico" o un "saber hacer médico", distinto o eximido de relacionarse con el corpus de las ciencias naturales, es abandonado en favor de una comprensión de la disciplina estrechamente vinculado al quehacer científico, formando parte del sistema de las ciencias.

## Obras seleccionadas
- Lois, J. S. (1877). Hijiene práctica, pública i privada destinada al uso general. Copiapó, Chile: El Atacama.
- Lois, J. S. (1886/1889). El Positivista: periódico filosófico, literario, científico i moral. Copiapó, Chile: El Atacameño.
- Lois, J. S. (1897/1908). Estudio científico del cristianismo, considerado lójica, moral i políticamente. Santiago, Chile: Ponce Hermanos.
- Lois, J. S. (1889). Elementos de filosofía positiva (1ª ed.). Copiapó, Chile: El Atacameño.
- Lois, J. S. (1899). Elementos de lójica. Copiapó, Chile: El Atacameño.
- Lois, J. S. (1906). Elementos de filosofía positiva (Tomo I, 2ª ed.). Copiapó, Chile: La Tribuna.
- Lois, J. S. (1906). Filosofía de la medicina. Santiago, Chile: Cervantes.
- Lois, J. S. (1907). Tiqueolojía o tratado de la suerte (Colección de Microformatos, Biblioteca Nacional de Chile). Santiago, Chile: Ponce Hermanos.
- Lois, J. S. (1908). Elementos de filosofía positiva (Tomo II, 2ª ed.). Copiapó, Chile: La Tribuna.